# Lamonzie-Montastruc
Lamonzie-Montastruc är en kommun i departementet Dordogne i regionen Nouvelle-Aquitaine i sydvästra Frankrike. Kommunen ligger i kantonen Bergerac 2e Canton som tillhör arrondissementet Bergerac. År 2022 hade Lamonzie-Montastruc 692 invånare.

## Befolkningsutveckling
Antalet invånare i kommunen Lamonzie-Montastruc
Referens:INSEE